# ブライアン・モラン (検察官)
ブライアン・T・モラン（Brian T. Moran）は、アメリカ合衆国の検察官。2019年からワシントン西地区担当の連邦検事を務めた。

## 教育
モランはミドルベリー大学で文学士号を取得し、シアトル大学法科大学院で法務博士号を取得した。

## 法曹歴
モランは1988年よりワシントン州キトサップ郡の上級副検察官を10年務め、殺人その他の暴力犯罪の起訴を取り扱った。その後1998年から2006年までワシントン州検事総長付の首席刑事検察官を務め、スタッフとともにワシントン州の39郡検察庁を管轄して暴力犯罪、抗争事件、凶悪な性犯罪などについて捜査・起訴を支援した。続いて2006年から2013年までワシントン州検事総長室で首席副検事総長（2006年‐2013年）を務めた。モランは殺人事件35件と死刑事件3件を含む、数百件の事件を取り扱った。彼は殺人事件におけるDNA型鑑定の有用性を開拓した。
モランは2013年以降、ワシントン州シアトルの法律事務所オリック・ヘリントン&サトクリフで弁護士として勤めた。

## 連邦検事（ワシントン州西地区）
2018年5月10日、トランプ大統領はモランをワシントン西地区担当の次期連邦検事に指名した。ワシントン西地区担当では、2014年よりアネット・ヘイズが連邦検事の代行を務めていた。モランの連邦検事指名は2018年5月15日に上院に提出され、2019年1月2日に発声投票で承認を受けた。モランは2019年1月17日に連邦検事に着任。